# Can't Buy Me Love
Can't Buy Me Love è un brano del gruppo musicale britannico dei Beatles pubblicato sul 45 giri Can't Buy Me Love/You Can't Do That nel 1964.

## Descrizione

### Registrazione
Fu una delle due canzoni dei Beatles, assieme a The Inner Light, che venne registrata fuori dalla madrepatria e, precisamente, a Parigi, poiché i Beatles si fermarono in Francia per 18 giorni di seguito, essendo in cartellone all'Olympia assieme a Sylvie Vartan. Fu ideata e provata, inizialmente, in una delle loro suite, attrezzata di pianoforte.

### Musica e arrangiamento
La canzone subì, in seguito, qualche piccolo ritocco migliorativo, suggerito da George Martin, soprattutto nella fase introduttiva e conclusiva, prima di essere incisa.
Fu una delle loro prime canzoni a non prevedere una seconda voce oltre a quella principale.

### Testo e significato
Il titolo significa "(I soldi) Non possono comprarmi l'amore". (Money) Can't Buy Me Love fu attribuita a John Lennon e Paul McCartney, anche se l'autore principale fu Paul.
Lo stesso Paul, per molti anni, negò qualunque connessione fra il testo della canzone e il mondo della prostituzione.
Dal libro di Alan Aldridge Paul affermò: «Personalmente, credo che ognuno sia libero di interpretare le cose come più gli garba, ma quando mi vengono a dire che la canzone si riferisce ad una prostituta, allora mi ribello. Questo è veramente troppo.»

## Cover
- Paul McCartney (2003)
- Ella Fitzgerald (1964)
- George Martin (1964)
- The Supremes (1964)
- Henry Mancini (1965)
- Peter Sellers (1965)
- Chet Atkins (1966)
- Count Basie e la sua orchestra (1966)
- Cathy Berberian (1967)
- Bugs Bunny e Daffy Duck (1995)
- Laurence Juber (2000)
- Michael Bublé (2005)
- Big Time Rush (2012)